# Rio Karsa
O rio Karsa é um curso de água do oeste da Etiópia, em Língua oromo: qarsaa, termo que pode ser traduzido por "pedra chata". 
Este rio é um afluente do rio Kobara e foi muito procurado no passado pelos habitantes locais que buscavam ouro. 